# Cortinarius tubarius

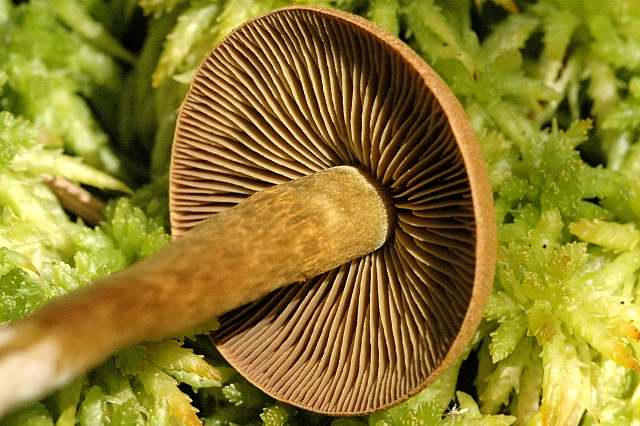

Cortinarius tubarius Ammirati & A.H. Sm. – gatunek grzybów należący do rodziny zasłonakowatych (Cortinariaceae).

## Systematyka i nazewnictwo
Pozycja w klasyfikacji według Index Fungorum: Cortinarius, Cortinariaceae, Agaricales, Agaricomycetidae, Agaricomycetes, Agaricomycotina, Basidiomycota, Fungi.
Po raz pierwszy opisali go Joseph F. Ammirati i Alexander Hanchett Smith w 1972 r. Synonimy:
- Cortinarius palustris f. sphagneti (M.M. Moser) Nespiak 1975
- Cortinarius palustris var. sphagneti (M.M. Moser) Nezdojm. 1980
- Cortinarius sphagneti P.D. Orton 1958
- Cortinarius tubarius var. luteofolius Ammirati & A.H. Sm. 1972
- Dermocybe palustris var. sphagneti M.M. Moser 1967
- Dermocybe sphagneti (M.M. Moser) M.M. Moser 1983
- Dermocybe tubaria (Ammirati & A.H. Sm.) Ammirati 1988
- Dermocybe tubaria var. luteofolia (Ammirati & A.H. Sm.) Ammirati 1988

## Morfologia
Kapelusz
Średnica 2–5 cm, początkowo dzwonkowaty, potem wypukły, na koniec płaski, zwykle z wyraźnym centralnym garbem. Powierzchnia żółtobrązowa do czerwonobrązowej, czasem z odcieniami oliwkowymi, czasem czerwonobrązowa, drobno filcowana, łysiejąca. Zasnówka jest jasnożółta lub oliwkowożółta.
Blaszki
Długo są żółte, później żółtooliwkowe lub żółtoochrowe, w końcu brązowe.
Trzon
Wysokość 5–12 cm, grubość 0,3–0,7 cm, cylindryczny. Powierzchnia drobno włóknista, żółta do żółto-oliwkowej, później oliwkowo-brązowa.
Miąższ
W górnej części kapelusza żółty, gdzie indziej żółtooliwkowy lub rdzawy.
Cechy mikroskopowe
Zarodniki elipsoidalne lub migdałowate, 8–9,5 × 5–6 cm, umiarkowanie brodawkowate.

## Występowanie i siedlisko
Znane jest występowanie Cortinatius tubarius w USA, Kanadzie i niektórych krajach Europy. W Krytycznej liście wielkoowocnikowych grzybów podstawkowych Polski W. Wojewody brak tego gatunku. Podaje go H. Komorowska w 2000 r. w Borach Tucholskich, ale bez polskiej nazwy. Aktualne stanowiska podaje także internetowy atlas grzybów.
Naziemny grzyb saprotroficzny. Występuje na torfowiskach i w bagiennych borach pod sosnami i brzozami. Owocniki tworzy zazwyczaj od sierpnia do października.